# Claude Auchinleck

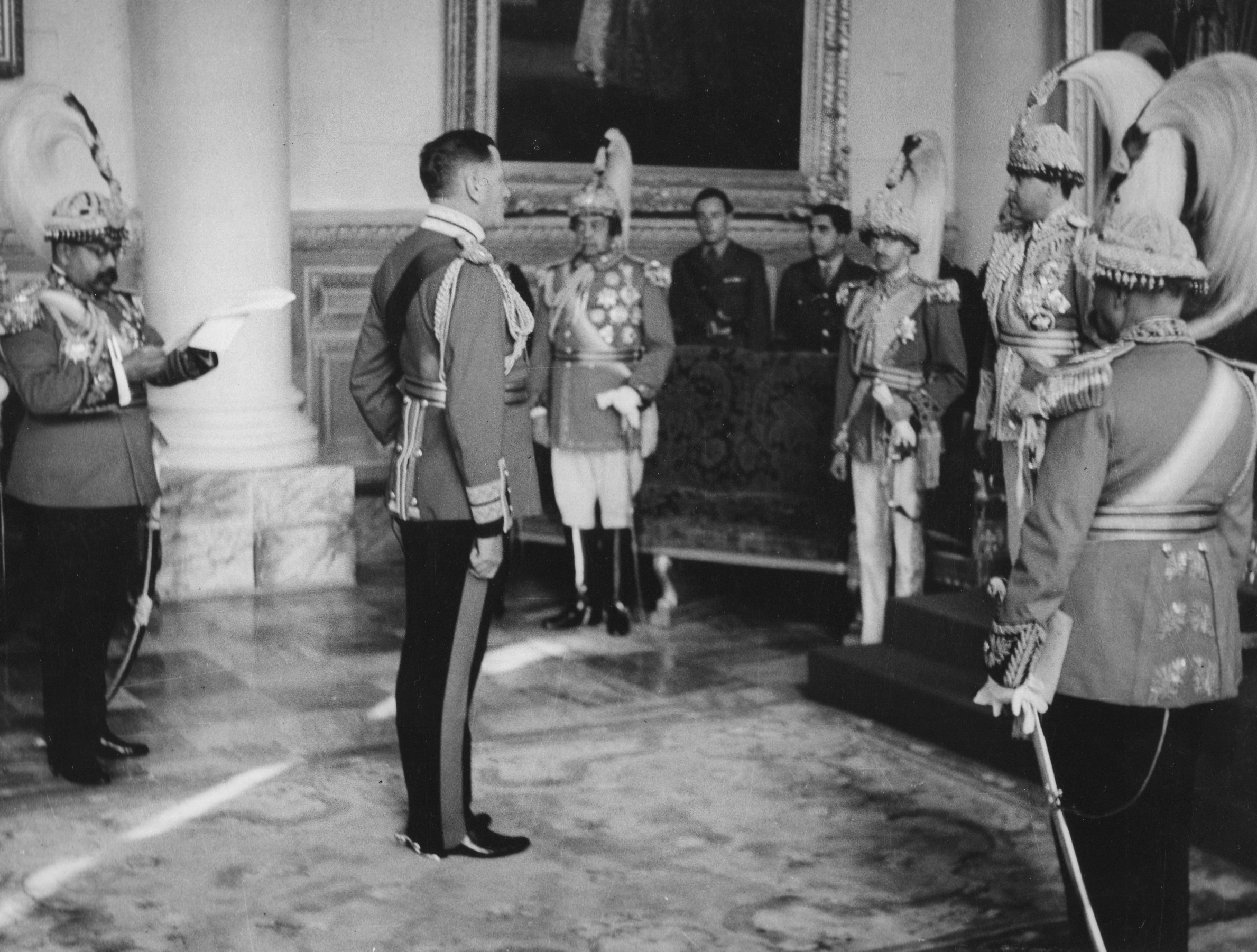
Auchinleck dekorowany Orderem Gwiazdy Nepalu przez króla Tribhuvana Bir Bikrama Shaha, październik 1945

Claude John Eyre Auchinleck (ur. 21 czerwca 1884 w Aldershot, zm. 23 marca 1981 w Marrakeszu) – brytyjski generał, żołnierz obu wojen światowych, od 1946 r. marszałek polny, noszący pseudonim The Auk („Alka”).

## Życiorys
Wywodził się ze szkockiej rodziny osiadłej w Irlandii Północnej. Urodził się 21 czerwca 1884 r. w Aldershot, gdzie stacjonował pułk jego ojca, płk. Johna Auchinlecka. Straciwszy ojca we wczesnym dzieciństwie, dorastał w trudnych warunkach, ale dzięki własnemu wysiłkowi i stypendiom udało mu się ukończyć Wellington College, a później prestiżową Royal Military Academy w Sandhurst.
Karierę wojskową rozpoczął w 1903 r. w Indiach w 62 Pułku Pendżabskim i z tym krajem wiązał się na większość lat swojej służby. Podczas I wojny światowej z tym samym pułkiem trafił na pozaeuropejski front działań armii brytyjskiej: w Egipcie, Palestynie i Mezopotamii, gdzie toczył walki z Turkami, najpierw w obronie Kanału Sueskiego a później w Mezopotamii. Awansowany do stopnia majora, podczas tej kampanii w 1917 otrzymał Order Wybitnej Służby. W okresie międzywojennym kontynuował swoją służbę w Indiach. W 1933 r. został dowódcą Brygady Peszawarskiej, na jej czele uczestniczył w tłumieniu lokalnych zamieszek. Pięć lat później, już w stopniu generała majora, brał udział w modernizowaniu armii brytyjskiej w Indiach. Zaraz po wybuchu II wojny światowej objął dowództwo hinduskiej 3 Dywizji Piechoty, ale w styczniu 1940 r. otrzymał przeniesienie do Wielkiej Brytanii, gdzie przydzielono mu dowództwo IV Korpusu Armijnego. W maju, tuż przed zakończeniem walk w Norwegii, już jako generał porucznik objął komendę nad całością sił alianckich w Norwegii. Dwa miesiące później na krótko został dowódcą V Korpusu Armijnego, po czym na kilka miesięcy trafił do dowództwa południowego rejonu obrony Wielkiej Brytanii. W listopadzie 1940 r. mianowano go naczelnym dowódcą wojsk brytyjskich w Indiach. Pół roku później zastąpił gen. Archibalda Wavella na stanowisku głównodowodzącego sił brytyjskich na Bliskim Wschodzie. Ponieważ nie miał doświadczenia w dowodzeniu wojskami pancernymi, nie najlepiej sobie radził. Popełniał też błędy w dobieraniu oficerów, faworyzując tych, których znał z Indii. Pierwszym poważnym przedsięwzięciem nowego dowódcy wojsk brytyjskich w Egipcie i sąsiednich krajach była operacja Crusader, kolejna ofensywa przeciwko wojskom gen. Erwina Rommla, przeprowadzona w listopadzie 1941 r. Gen. Auchinleck, przekonany o sukcesie operacji (w jej wyniku odblokowano twierdzę Tobruk po wielomiesięcznym oblężeniu) dał się zaskoczyć kontrofensywie gen. Rommla. Wojska brytyjskie zostały pokonane w bitwie pod Gazalą i zmuszone do odwrotu. W jego wyniku utracono wszelkie zdobycze terytorialne ostatniej ofensywy, a także Tobruk, zdobyty przez Afrika Korps 21 czerwca 1942 r. Zdemoralizowane przegraną wojska brytyjskie wycofały się na ostatnią linię obrony, zamykającą Rommlowi dostęp do Kanału Sueskiego i irackich pól naftowych. Pod El-Alamein udało się powstrzymać zmęczone, cierpiące na braki w zaopatrzeniu w paliwo i amunicję oddziały niemieckie. Mimo przewagi liczebnej i materiałowej gen. Auchinleck nie zdołał jednak w serii kontrataków pokonać przeciwnika. Chociaż obronił Egipt, został niedługo później odwołany ze stanowiska przez Winstona Churchilla (zastąpił go gen. Harold Alexander). Pomimo licznych porażek w czasie walk w Afryce, uznawany był przez niemieckie dowództwo za jednego z najlepszych brytyjskich dowódców w tym rejonie działań wojennych. Premier Wielkiej Brytanii zaproponował Auchinleckowi dowodzenie wojskami brytyjskimi w Persji i Iraku, ale ten odmówił. Powrócił do Indii, gdzie aż do 1943 r. pozostawał bez przydziału, zanim ponownie objął dowództwo nad armią brytyjską w tym kraju, które pełnił do końca wojny. W czerwcu 1946 r. został awansowany na marszałka. Rok później przeszedł na emeryturę i w 1948 r. powrócił do Wielkiej Brytanii. Zmarł 23 marca 1981 r. w Marrakeszu.

## Odznaczenia
Brytyjskie
- Order Wybitnej Służby (1917)
- Medal Wojenny Brytyjski
- Medal Zwycięstwa
- Oficer Orderu Imperium Brytyjskiego (order wojskowy, 1919)
- Krzyż Kawalerski Orderu Łaźni (1933)
- Kawaler Orderu Gwiazdy Indii (1935)
- Rycerz Wielki Komandor Orderu Imperium Indyjskiego (1940)
- Gwiazda Afryki
- Medal Wojny 1939–1945
- Krzyż Wielki Orderu Łaźni (1945)

Zagraniczne
- Krzyż Wojenny 1914–1918 z brązową palmą (Francja, 1918)
- Krzyż Srebrny Orderu Virtuti Militari (rząd RP na uchodźstwie, 1942)
- Krzyż Wojenny Czechosłowacki 1939 (1944)
- Komandor Legii Zasługi (Stany Zjednoczone, 1945)
- Order Gwiazdy Nepalu (1945)
- Krzyż Wielki Orderu Świętego Olafa (Norwegia, 1948)
- Wielki Oficer Orderu Legii Honorowej (Francja)
- Krzyż Wojenny 1939–1945 z brązową palmą (Francja, 1949)
- Wielka Wstęga Specjalna Orderu Chmury i Sztandaru (Republika Chińska)